# دیمین جفرسون
دیمین جفرسون (انگلیسی: Damien Jefferson؛ زادهٔ ۳ اکتبر ۱۹۹۷) بازیکن بسکتبال اهل ایالات متحده آمریکا است. و در پست اسمال فوروارد بازی می کند.